# John Mather Kirkman
John Mather Kirkman, britanski general, * 1898, † 1964.